# Montgat
Montgat est une commune de la comarque de Maresme dans la province de Barcelone en Catalogne (Espagne).

## Géographie
Commune située dans l'Àrea Metropolitana de Barcelona

## Toponymie
Formes anciennes
Le nom de Montgat apparaît en 985 sous la forme de Monte Chato.

## Jumelage
- Alcanar (Espagne)
- Argelès-sur-Mer (France)

## Galerie

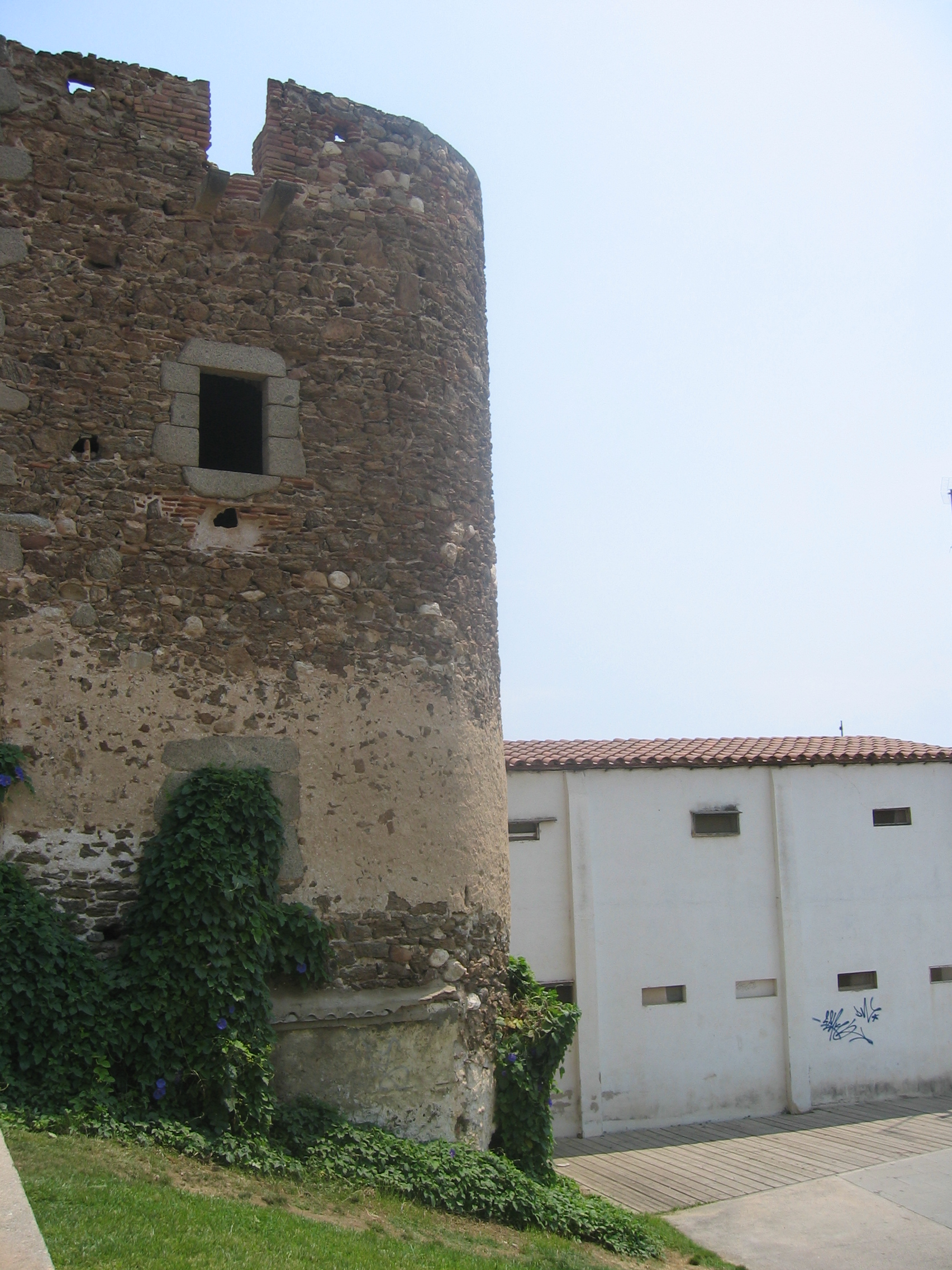
Tour de défense de "Ca l'Alsina" du XVIe siècle ou XVIIe siècle
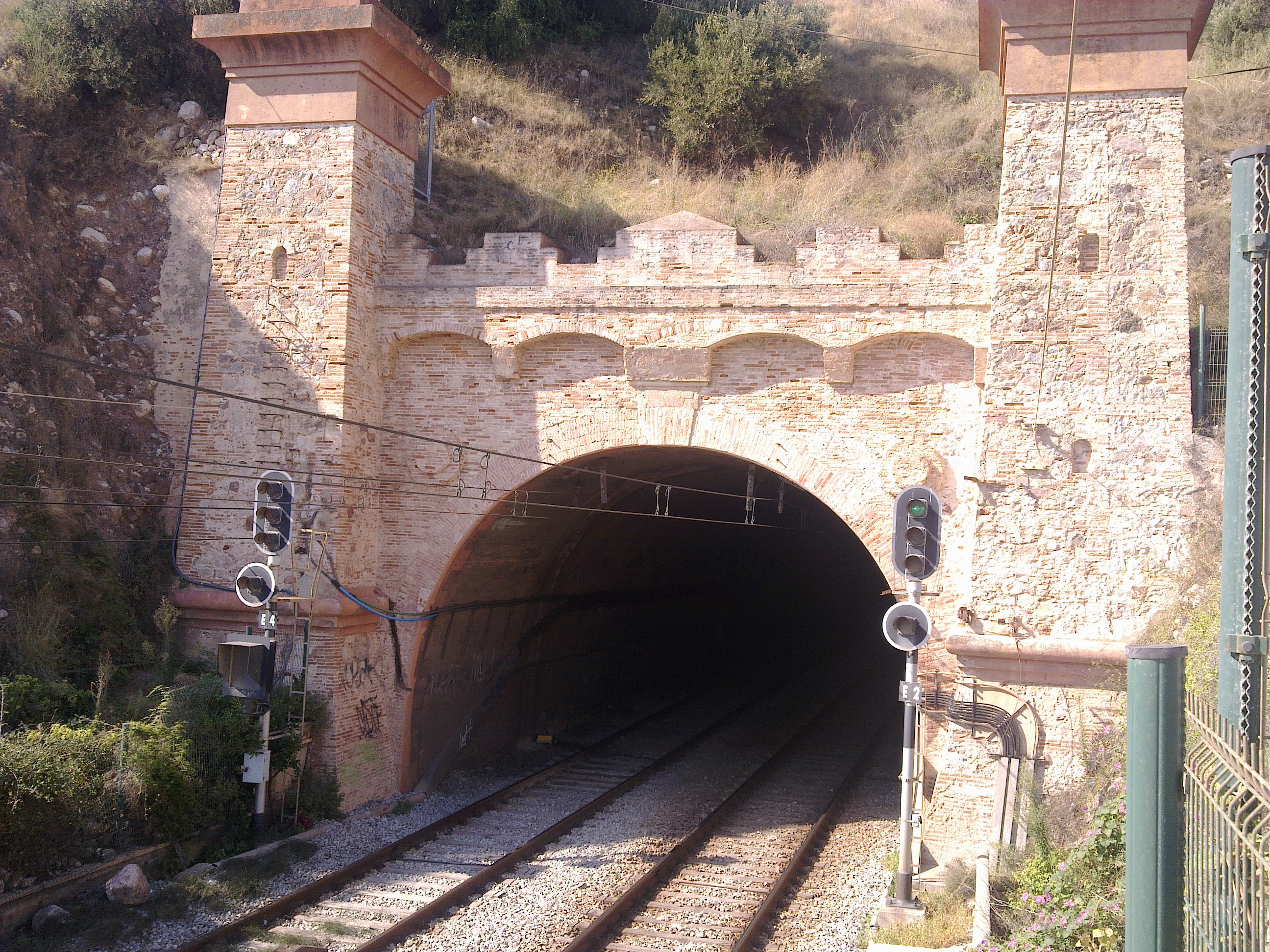
Entrée sud, de 1848, du tunnel de Montgat